# Trojský ostrov

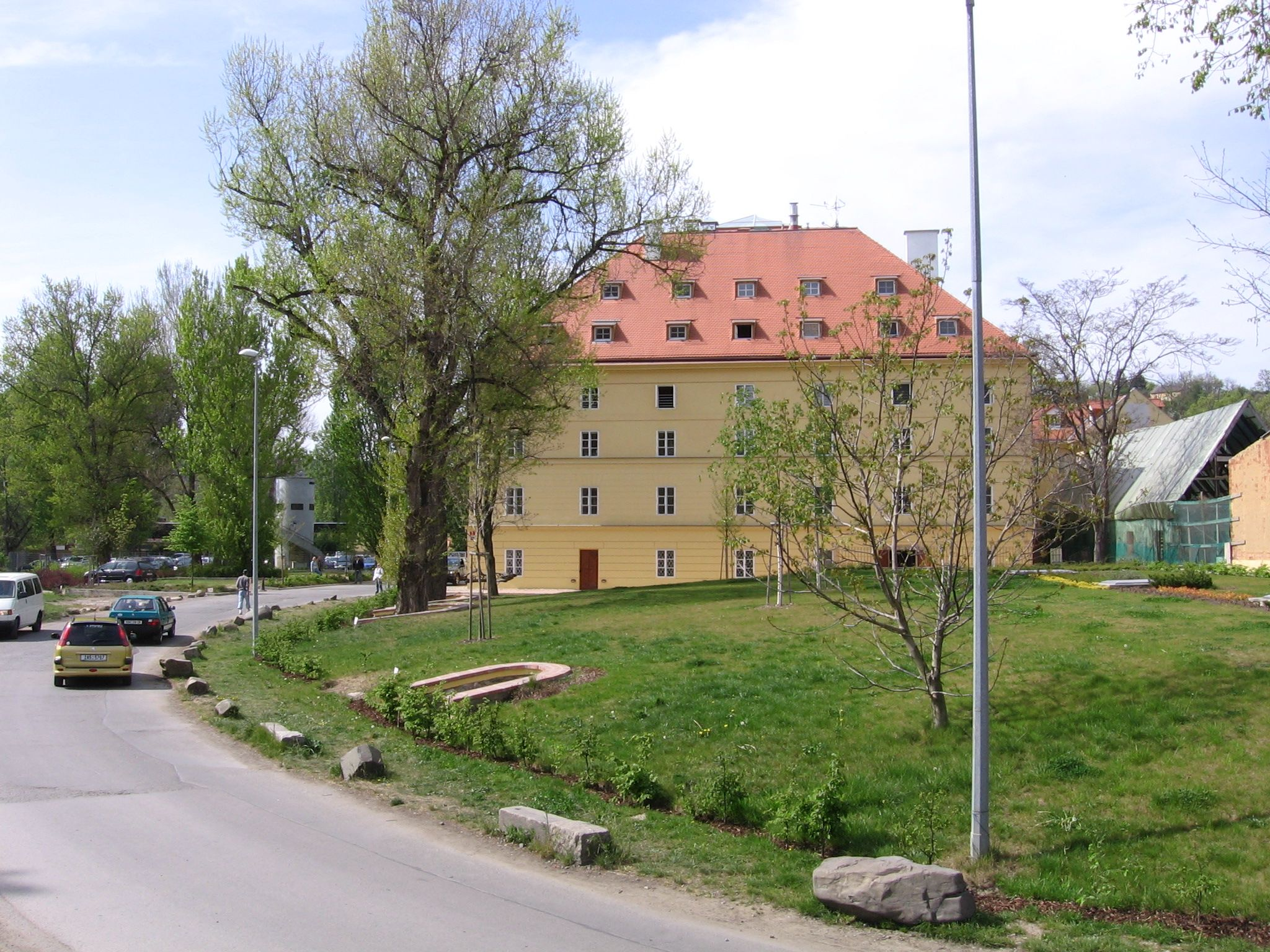
Opravený Trojský mlýn v roce 2007

Trojský ostrov je bývalý ostrov v Praze, který se nacházel na trojské straně Vltavy v úrovni Císařského ostrova a vymezoval jej zleva hlavní tok Vltavy a zprava odpadní rameno Trojského mlýna. Mlýn byl roku 1845 přestavěn na sýpku, dnes je v soukromém vlastnictví. Rameno bylo zaslepeno při regulaci Vltavy na přelomu 19. a 20. století. Pozemky věnoval ve 20. letech 20. století statkář Alois Svoboda československému státu a poté byla na území bývalého ostrova zřízena dolní část zoologické zahrady. Ta využila pozůstatků ramene kanálu ke zřízení tůní pro vodní ptactvo.
Někdy se názvu „Trojský ostrov“ neoficiálně používá pro Císařský ostrov, jediný po regulaci řeky zachovaný trojský ostrov (možná také ve snaze předejít záměně se smíchovským ostrovem Císařská louka). Dalším bývalým ostrovem na území Troji je rozsáhlý Holešovický ostrov, sahající od Pelc-Tyrolky až k osadě Rybáře.